# Bootswerft Simmerding

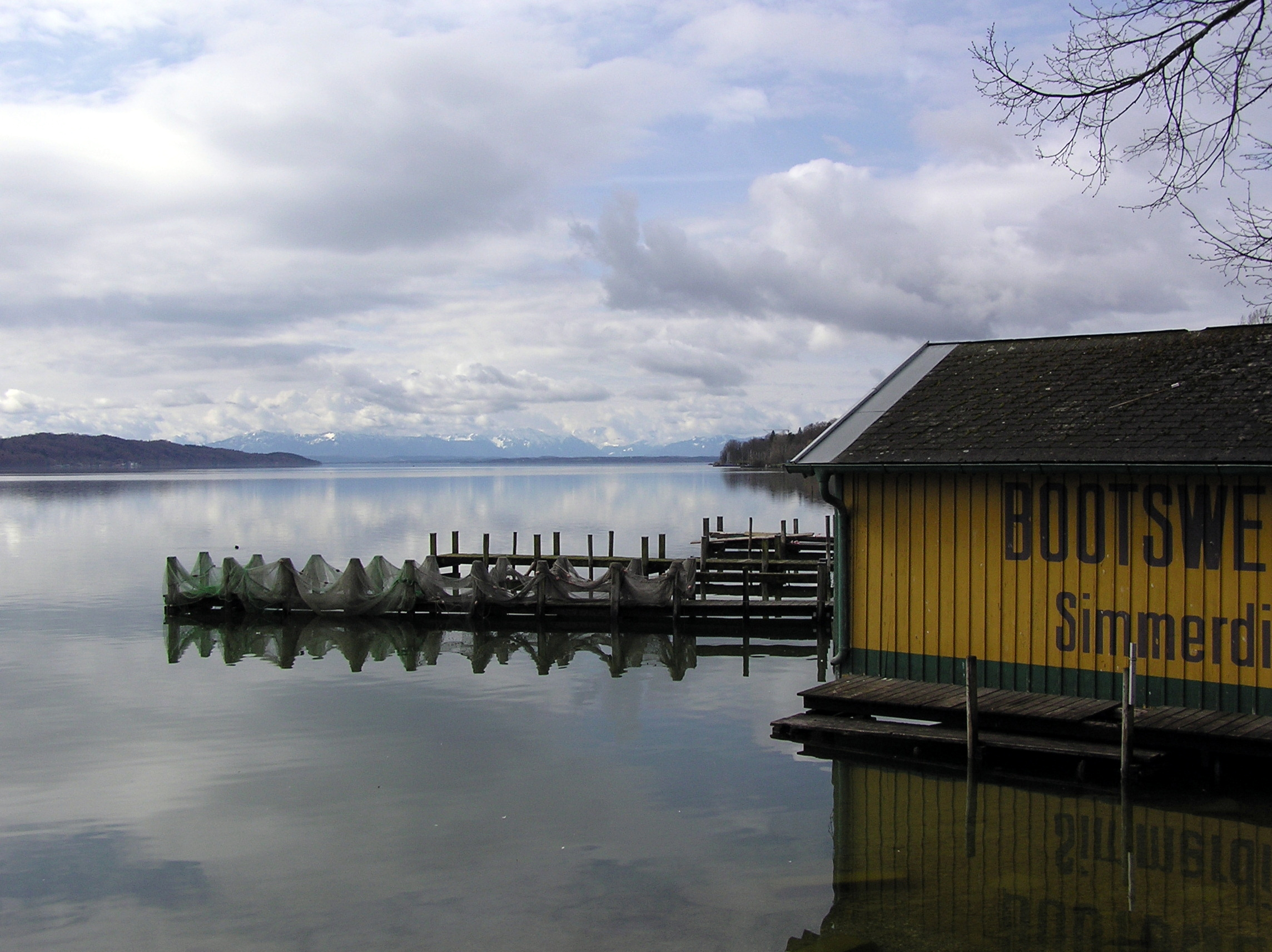
Bootshaus der Bootswerft Simmerding

Die Bootswerft Simmerding GmbH & Co. KG ist ein Werftbetrieb mit Sitz im oberbayrischen Berg/Leoni am Starnberger See. Das Familienunternehmen restauriert Holzyachten und fertigt Motor- und Ruderboote in Kleinserien.

## Geschichte
Im Jahr 1920 gründete Fritz Simmerding an der Starnberger Seepromenade die Bootswerft Simmerding. Mit 75 Mitarbeitern bauten sie in den Anfangsjahren dort Holzyachten und Motorboote und betrieben in den zwanziger Jahren mit ihren Motorschiffen Starnberg I+II auf dem Starnberger See eine private Linienschifffahrt. 1928 vernichtete ein Großbrand die Werft vollständig und der Betrieb wurde in Folge ins bisherige Winterlager nach Leoni am Ostufer des Starnberger Sees verlegt.
Im Verlauf des Zweiten Weltkrieges kam die Arbeit in der Werft nahezu zum Erliegen und musste ab 1945 erneut aufgebaut werden. In den Folgejahren produzierte man bei Simmending Jollenkreuzer und kleine Motorboote mit Elektromotoren. In den 1960er-Jahren stellte sich der Betrieb auf den Bau von Zugvögeln um, die bis in das angrenzende Ausland exportiert wurden. Um 1975 begann man Rümpfe aus glasfaserverstärktem Kunststoff (GFK) zu fertigen und diese mit Holzdecks aus Edelhölzern zu kombinieren.

## Unternehmen
Die Bootswerft Simmerding ist eine in dritter Generation familiengeführte Werft für Holz- und GFK-Boote. An ihrem Standort in Leoni restauriert und repariert das Unternehmen Holzjachten und fertigt und vertreibt Ruderboote sowie Elektroboote als Einzelstücke oder in Kleinserien wie beispielsweise das Modell San Remo Classico.
Auf der Bootswerft Simmerding finden regelmäßig Veranstaltungen und Konzerte wie beispielsweise mit dem Jazztrompeter Claudio Roditi statt.

## Historische Spuren
- Die 1910 gebaute und von Simmerding aus dem Starnberger See gehobene und restaurierte Segelyacht Mephisto sowie die Bootswerft Simmerding sind Kulissen in der TV-Serie Aus heiterem Himmel.[3]
- In der Dokumentation Der Starnberger See im Rahmen der Serie Seenflimmern des Bayerischen Rundfunks wird Ernst Simmerding porträtiert.[5]